# السلام لصناعة الطيران
السلام لصناعة الطيران (سابقًا شركة السلام للطائرات) هي إحدى شركات برنامج التوازن الاقتصادي السعودي وتقوم الشركة بعمل الصيانة الثقيلة للطائرات الحربية والمدنية، ونقل التقنية من الدول المتقدمة صناعياً إلى المملكة العربية السعودية وهي من أكبر شركات الطيران.